# Радьков, Александр Михайлович
Александр Михайлович Радьков (бел. Аляксандр Міхайлавіч Радзькоў; род. 1 июля 1951, дер. Вотня, Быховский район, Могилёвская область, БССР) — министр образования Республики Беларусь в 2003—2010 годах, в 2011—2016 годах — первый заместитель главы администрации президента Беларуси.

## Биография
В 1973 году окончил физико-математический факультет Могилёвского государственного педагогического института (нынешний Могилёвский государственный университет имени А. А. Кулешова). В 1982 году защитил кандидатскую диссертацию по педагогическим наукам, в 1996 году — докторскую. Работал в родном вузе на кафедре алгебры и геометрии, в 2001 году стал ректором. 6 августа 2003 года назначен министром образования Республики Беларусь. 29 декабря 2010 года был освобождён от занимаемой должности и стал первым заместителем главы Администрации президента РБ.
А. М. Радьков также возглавлял РОО «Белая Русь», являясь председателем объединения. Министр образования Белоруссии Александр Радьков издал распоряжение, в соответствии с которым из белорусских вузов будут исключаться студенты, замеченные в оппозиционной деятельности.

## Санкции ЕС и других стран
В мае 2006 года по итогам президентских выборов Александр Радьков стал субъектом запрета на поездки и замораживания активов Европейским союзом как часть списка белорусских чиновников, ответственных за политические репрессии, подтасовку результатов голосования и пропаганду и США как часть списка специально обозначенных граждан и заблокированных лиц. Те же санкции были применены к нему и после президентских выборов 2010 года.
В соответствии с решением Европейского совета от 15 октября 2012 года, в качестве первого заместителя главы Администрации президента, бывшего министра образования, он закрыл Европейский гуманитарный университет, приказал репрессировать студентов-оппозиционеров и организовал студентов, чтобы заставить их голосовать за нужных кандидатов. Александр Радьков, приближённый к президенту Лукашенко как лидер «Белой Руси», главной идеологической и политической организации режима, также «сыграл активную роль в организации фальсифицированных выборов в 2008, 2010 и 2012 годах, а также в последующих репрессиях против мирных демонстрантов в 2008 и 2010 годах».

## Награды
- Грамота Содружества Независимых Государств (3 сентября 2011 года) — за активную работу по укреплению и развитию Содружества Независимых Государств[9].